# جم بيلين للبتروكيماويات
شركة جم بيلين للبتروكيماويات (بالفارسية: شرکت پتروشیمی جم پیلن) (JPPC) تأسست في عام 2003 في منطقة بارس الاقتصادية الخاصة بالطاقة في عسلوية، محافظة بوشهر. تنتج هذه الشركة درجات مختلفة من مادة البولي بروبيلين تحت العلامة التجارية "JAMPILEN" بالاعتماد على تكنولوجيا Spheripol بطاقة اسمية تبلغ 300 ألف طن سنويا. غيرت هذه الشركة اسمها من شركة بولي بروبيلين جم إلى شركة جم بيلين للبتروكيماويات.

## الدخل
خلال الأشهر الثمانية الأولى من عام 2023، وصلت إيرادات جم بيلين إلى حوالي 7 آلاف مليار تومان ایراني.

## المنتجات
تنتج JAMPILEN أكثر من 120 نوعًا من درجات البولي بروبيلين بما في ذلك البوليمر المتجانس والبوليمر المشترك العشوائي والبوليمر المشترك القابل للتأثير (الطور المتغاير) والبوليمر الثلاثي بهدف تغطية جميع تطبيقات البولي بروبيلين في السوق الإيرانية والعالمية.